# Tomáš Švihovec
Tomáš Švihovec (14. ledna 1900, Písek – 12. června 1987), byl československý hokejový útočník. Reprezentoval Československo na čtyřech mistrovství světa a třech mistrovství Evropy, mistr Evropy z roku 1933.

## Kariéra
S bratrem Edou a několika dalšími nadšenci patřil mezi zakladatele historie píseckého hokeje v sezóně 1922-1923, stejně tak výborně hrál kopanou a tenis, všestrannost ukázal i v lehké atletice či lyžování. Skvělý útočník, a také výborný střelec, brzy přestoupil do pražského LTC, ve kterém působil v letech 1929 až 1935. S tímto týmem získal čtyři vítězství na Spenglerově poháru v Davosu. Ve stejném období také hrál v reprezentaci. Po skončení pražského angažmá se vrátil do týmu SK Písek, kde zakončil svoji hráčskou kariéru.
Po válce působil po mnoho let jako funkcionář, krátce působil i jako trenér píseckých hokejistů. O tom, že si jeho památky v klubu váží, svědčí i to, že v roce 2010 byl dres hráče zavěšen pod střechu hokejové arény v Písku.
V reprezentaci odehrál 28 zápasů, ve kterých vstřelil 4 góly.